# Ходод
Ходод (рум. Hodod) — село у повіті Сату-Маре в Румунії. Адміністративний центр комуни Ходод.
Село розташоване на відстані 406 км на північний захід від Бухареста, 44 км на південь від Сату-Маре, 82 км на північний захід від Клуж-Напоки.

## Населення
За даними перепису населення 2002 року у селі проживали 912 осіб.
Національний склад населення села:
| Національність | Кількість осіб | Відсоток |
| -------------- | -------------- | -------- |
| угорці         | 717            | 78,6%    |
| цигани         | 78             | 8,6%     |
| румуни         | 72             | 7,9%     |
| німці          | 44             | 4,8%     |

Рідною мовою назвали:
| Мова      | Кількість осіб | Відсоток |
| --------- | -------------- | -------- |
| угорська  | 723            | 79,3%    |
| циганська | 78             | 8,6%     |
| румунська | 64             | 7,0%     |
| німецька  | 46             | 5,0%     |